# 802

## Decese
- Constantin al VI-lea, împărat bizantin din 780 (n. 771)